# 萨波特克人
萨波特克人（地峡萨波特克语：Diidxazá；拉奇吉里萨波特克语：Diitza；米特拉萨波特克语：Didxsaj；基奥基塔尼-基耶里萨波特克语：Tiits Së；亚查奇萨波特克语：Dižə'əxon；苏古乔萨波特克语：Didxažoŋ；另有自称Be'ena'a），是墨西哥的原住民之一，主要分布在墨西哥瓦哈卡州及其周围地区。萨波特克人现今共有约80万至100万人。他们主要使用正统萨波特克语以及各种萨波特克语方言。在前哥伦布时期，萨波特克文明是中美洲在各种领域（包括书写系统）高度发达的文明之一。在过去的几十年间，有不少萨波特克人移居美国，并且在洛杉矶和加利福尼亚州中部地区建立了社会组织。
萨波特克人也分为四类，居住在特万特佩克地峡的地峡萨波特克人（istmeños）、居住在瓦哈卡州北部山区的高地萨波特克人（serranos）、居住在南山山区的南部萨波特克人、以及居住在瓦哈卡山谷中部的山谷萨波特克人。

## 名称
“萨波特克”一词本是来自纳瓦特尔语的外来语（tzapotēcah，意为“居住在萨波特的人”），萨波特克人自称Be'ena'a，意为“人”。许多萨波特克人将自己的姓氏改为“萨波特”，以表示他们对祖先的尊重。

## 历史

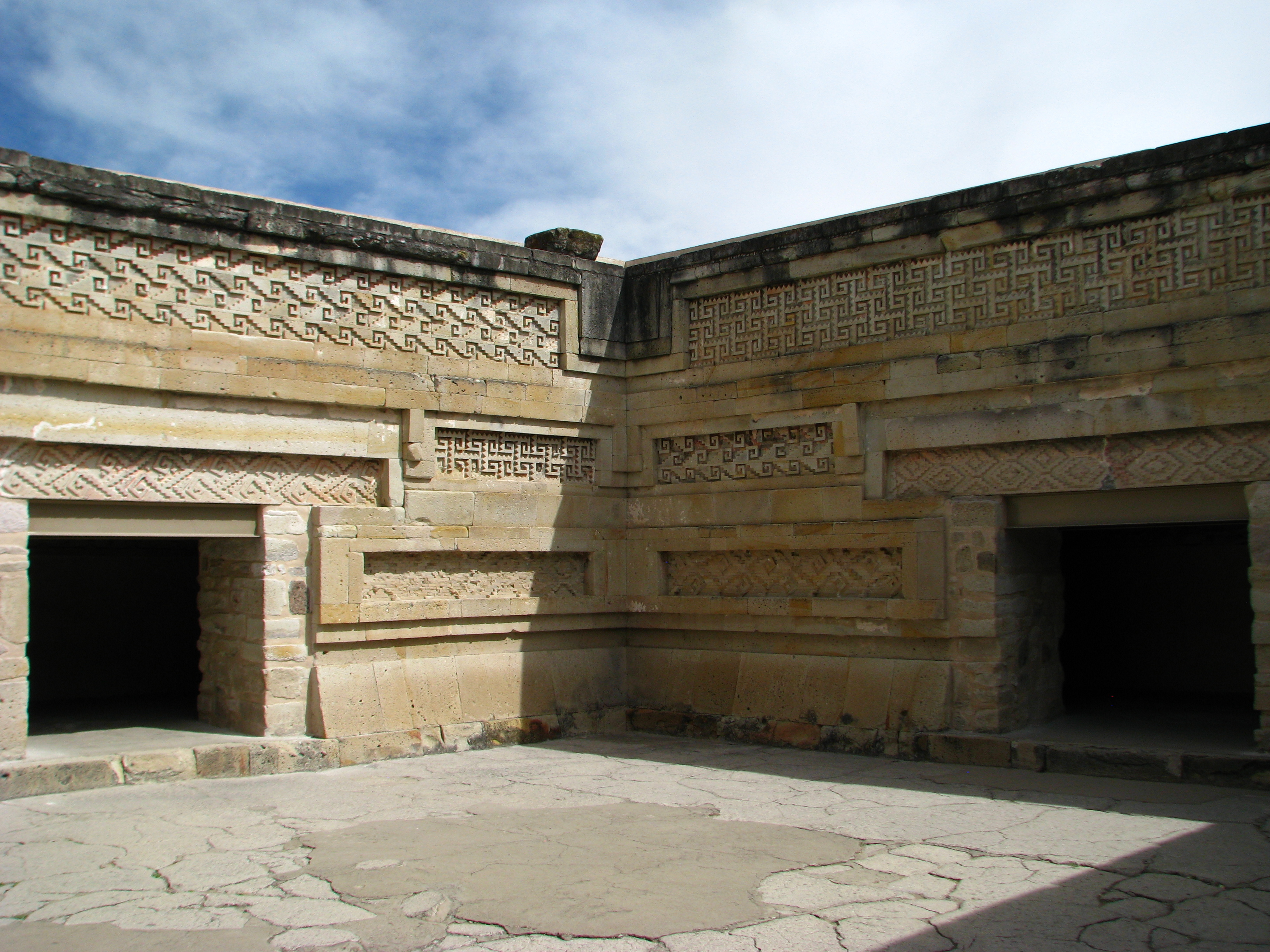
瓦哈卡州米特拉城遗址的萨波特克宫殿

萨波特克人的祖先来自北方，他们在公元前约1000年来到瓦哈卡州。他们没有取代瓦哈卡州的原住民，而是自成一派，建造了诸如今天阿尔班山遗址和米特拉城。他们的文明高度发达，拥有自己的文字。历史上，萨波特克人经常和邻国阿兹特克帝国发生摩擦，但是他们仍然可以在好战的阿兹特克人面前维持自己的统治，并且保证自己的文化不受影响和破坏，萨波特克人和阿兹特克人、玛雅人和印加人一样遭受了同样的命运，他们在1522年至1527年受西班牙入侵，最终被西班牙人征服。

## 语言
除了西班牙语和英语这两种欧洲语言，萨波特克人还使用萨波特克语。萨波特克语有超过60个变种（例如祖古丘萨波特克语），并且和察提诺语（Chatino）密切相关。最主要的变种是地峡萨波特克语，使用者分布在瓦哈卡州南部的特万特佩克地峡。

## 宗教
现今大部分萨波特克人都信仰天主教，但是其中也融合了一些萨波特克原始信仰的传统。第一位向萨波特克人传教的是“慈悲的圣母玛利亚传教团”（Order of the Blessed Virgin Mary of Mercy）成员巴托洛梅·德·欧梅达和胡安·迪亚斯，但是被当地人杀死。